# Феднево (Вологодская область)
Феднево — деревня в Междуреченском районе Вологодской области на реке Белый Шингарь.
Входит в состав Ботановского сельского поселения, с точки зрения административно-территориального деления — в Ботановский сельсовет.
Расстояние по автодороге до районного центра Шуйского — 39 км, до центра муниципального образования Игумницева — 7 км. Ближайшие населённые пункты — Протасово, Шетенево, Гузарево.
По данным переписи в 2002 году постоянного населения не было.